# Wilhelm II. Roßhirt

Das Abtsporträt des Wilhelm II. Roßhirt

Wilhelm II. Roßhirt (* 4. Februar 1714 in Neustadt an der Saale; † 15. Januar 1791 in Ebrach) war von 1773 bis 1791 Abt des Zisterzienserklosters in Ebrach.

## Leben

### Frühes Leben
Wilhelm Roßhirt wurde am 4. Februar 1714 im unterfränkischen Neustadt an der Saale geboren. Er entstammte einer Beamtenfamilie, die in der Verwaltung der Stadt dienten. Über die Namen seiner Eltern schweigen die Quellen allerdings. Auch die schulische Ausbildung des jungen Wilhelm werden nicht erwähnt. Erst mit seinem Eintritt ins Zisterzienserkloster Ebrach und dem Ablegen seines Gelübdes am 18. Juli 1734 wird Wilhelm Roßhirt wieder greifbar.
Nach seiner Priesterweihe am 15. Juni oder Juli 1738 durchlief Roßhirt die Ämterlaufbahn innerhalb der Klostergemeinschaft. So war er Kanzleirat und Subprior, bevor er fünf Jahre lang das Amt des Priors, Vertreter des Abtes, innehaben sollte. Anschließend wurde er nach Würzburg berufen, wo er den Ebracher Klosterhof leitete. Gleichzeitig diente er als Beichtvater für das zisterziensische Frauenkloster Himmelspforten in Würzburg. Zuletzt war er bis 1773 als Hofmeister im Sulzheimer Hof zuständig.
Nach dem Tod seines Vorgängers Hieronymus Held am 20. Oktober 1773 wählten die Mönche Wilhelm Roßhirt am 13. Dezember 1773 zum Abt Wilhelm II. Als eine seiner ersten Amtshandlungen erneuerte und erhöhte der Abt die Landstraße, die durch Ebrach verlief, sodass die Kirche bis heute niedriger zu liegen scheint. Zudem entsendete er viele seiner Mönche an die Universität Würzburg, wo sie akademische Grade erwerben konnten und förderte die Bildung im Kloster durch Ausbau der Bibliothek.

### Als Abt
Die Hauptaufgabe sah Abt Wilhelm jedoch in der Erneuerung der gotischen Klosterkirche. Hierfür nahm er 100.000 Gulden in die Hand. Zum Stuckateur wurde Materno Bossi ernannt, die Altarblätter wurden ebenso neu ausgeführt. Am 19. August 1780 weihte Wilhelm II. Roßhirt den Hochaltar und die Seitenaltäre neu. Ebenso erneuerte er die Dorfkirchen, die zum Kloster gehörten. So entstanden die Kirchen in Geusfeld und Theinheim vollständig neu. Außerdem errichtete man ein Krankenhaus im Klostergarten.
Die Streitigkeiten mit Würzburg, die mit dem Abbiat des Hieronymus Held beigelegt schienen, loderten unter der Herrschaft des Wilhelm wieder auf. Grund hierfür war eine Schrift vom Ebracher Pater G. Baumann, in der die Abtei als „unmittelbares Reichsstift“ bezeichnet wurde. Fürstbischof Franz Ludwig von Erthal bezeichnete das Werk als „Arroganz“ der Mönche und ließ es öffentlich verrufen. Daraufhin strengte Roßhirt einen neuerlichen Prozess am Reichskammergericht an, den er schließlich auch gewann.
In seinen letzten Amtsjahren ging Roßhirt eine Reform des Volksschulwesens in seinem Herrschaftsgebiet an. Außerdem unterstützte er 1784 die in Not geratenen Bamberger Bürger, als er, um die Not nach dem Winter 1783/84 zu lindern, einen Wagen mit Brot und Mehl in die Stadt entsendete. Seine goldene Profeßfeier wurde von seinem späteren Nachfolger Eugen Montag geplant und war von mehrtägigen Feiern geprägt. Abt Wilhelm II. Roßhirt starb am 15. Januar 1791 sechsundsiebzigjährig.

## Wappen

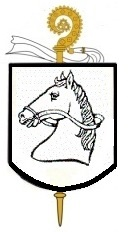
Das Wappen des Abtes Wilhelm Roßhirt

Das persönliche Wappen des Wilhelm II. Roßhirt findet sich auf einem Stich, der zum Gedenken an den frisch gewählten Abt im Jahr 1773 angefertigt wurde. Außerdem wurde es am Elgersheimer Hof angebracht; ein weiteres Wappen ist an einem Bauernhaus angebracht in Unterschwappach, Dorfstraße 25. Beschreibung: Ein rechtsblickender, gezäumter Pferdekopf. Die Tingierung ist unbekannt, es handelt sich um ein sprechendes Wappen.